# 陳友 (武平侯)
陳友，全椒人，明朝軍事將領。
其先祖為西域人。正統年間，官至千戶，累遷都指揮僉事。因頻繁出使瓦剌有功，升都指揮使。正統九年，充任寧夏遊擊將軍，與總兵官黃真擊兀良哈，多有斬獲，晋升都督僉事。明景帝繼位后，晉升爲都督同知，征湖廣、貴州苗族叛變，充左參將，守備靖州。景泰二年，偕王來等擊賊香爐山，獲勝并留鎮守湖廣。論功，升右都督。景泰四年，奏斬苗五百余級，次年又奏斬苗三百余，而都指揮戚安等八人戰死，兵部懷疑其報功不實，命總督石璞調查，后查實為斬獲僅三四十人。明景帝下詔令殺賊自效。天順元年，跟隨方瑛出征天堂諸苗，獲勝，命擔任左副總兵，仍然鎮守湖廣。后封武平伯，予世券。之後擔任遊擊將軍，從安遠侯柳溥等抵禦孛來犯邊，率領都指揮趙瑛等與戰獲勝。之後佩戴將軍印，充總兵官，征討寧夏寇亂。后召還，晋升侯爵，去世。弘治年間，詔贈沔國公，謚武僖。